# Daniel O’Reilly (polityk)
Daniel O’Reilly (ur. 3 czerwca 1838 w Limerick w Irlandii, zm. 23 września 1911 w Bayville) – amerykański polityk, członek Partii Demokratycznej.

## Działalność polityczna
W okresie od 4 marca 1879 do 3 marca 1881 przez jedną kadencję był przedstawicielem 2. okręgu wyborczego w stanie Nowy Jork w Izbie Reprezentantów Stanów Zjednoczonych.